# Apple Watch
Apple Watch是苹果公司开发的一款智能手表，它包含运动追踪、健康监测和無線通訊等功能，与其它苹果设备联动，并集成了watchOS。首款Apple Watch于2015年4月发行，并迅速成为世界上最畅销的可穿戴设备：2015財年的第二季度售出了约420万个，截至2022年12月，超过1.15亿用户估计正使用Apple Watch。在每年9月，苹果会推出包含提升组件的新Apple Watch，除了少数几次以外，每年推出的新产品会被苹果定为新的系列。
每个系列最初都以多种变体样式出售，这些样式由手表外壳的材料、颜色和尺寸决定（除了经济型手表系列1和SE，它们仅采用铝制材质，以及仅有49毫米钛金属材质的Ultra）而从Series 3开始，可选择搭载LTE蜂窝连接的铝制版本手表，这曾是其它材料的标准配置。手表附带的表带可以从Apple的多种选项中进行选择，苹果还提供与耐克联名的铝制手表和与愛馬仕联名的不锈钢手表变体，其中包括独特的表带、颜色和特殊的数字表盘。
Apple Watch必须与用户的iPhone链接才能完成设置手表与同步数据等功能，但可以单独连接到Wi-Fi网络以实现包括通信、应用程序使用和音频流等数据传输功能。配备LTE的型号还可以通过蜂窝网络执行这些功能，并且当配对的iPhone不在附近或关机时，可以独立拨打和接听电话，从而大大减少了初始设置后对iPhone的需求。与任何给定Apple Watch兼容的最旧的iPhone型号取决于每台设备上安装的操作系统的版本。截至2023年9月，预装watchOS10的新款Apple Watch必须与搭载iOS 17的设备共同使用，因此仅与iPhone XS及之后的机型兼容。

## 系列产品
| 圖例: | 已淘汰 | 已淘汰 | 不再支持 | 已停產 | 在售/支持 | 即將推出 |

### 产品列表

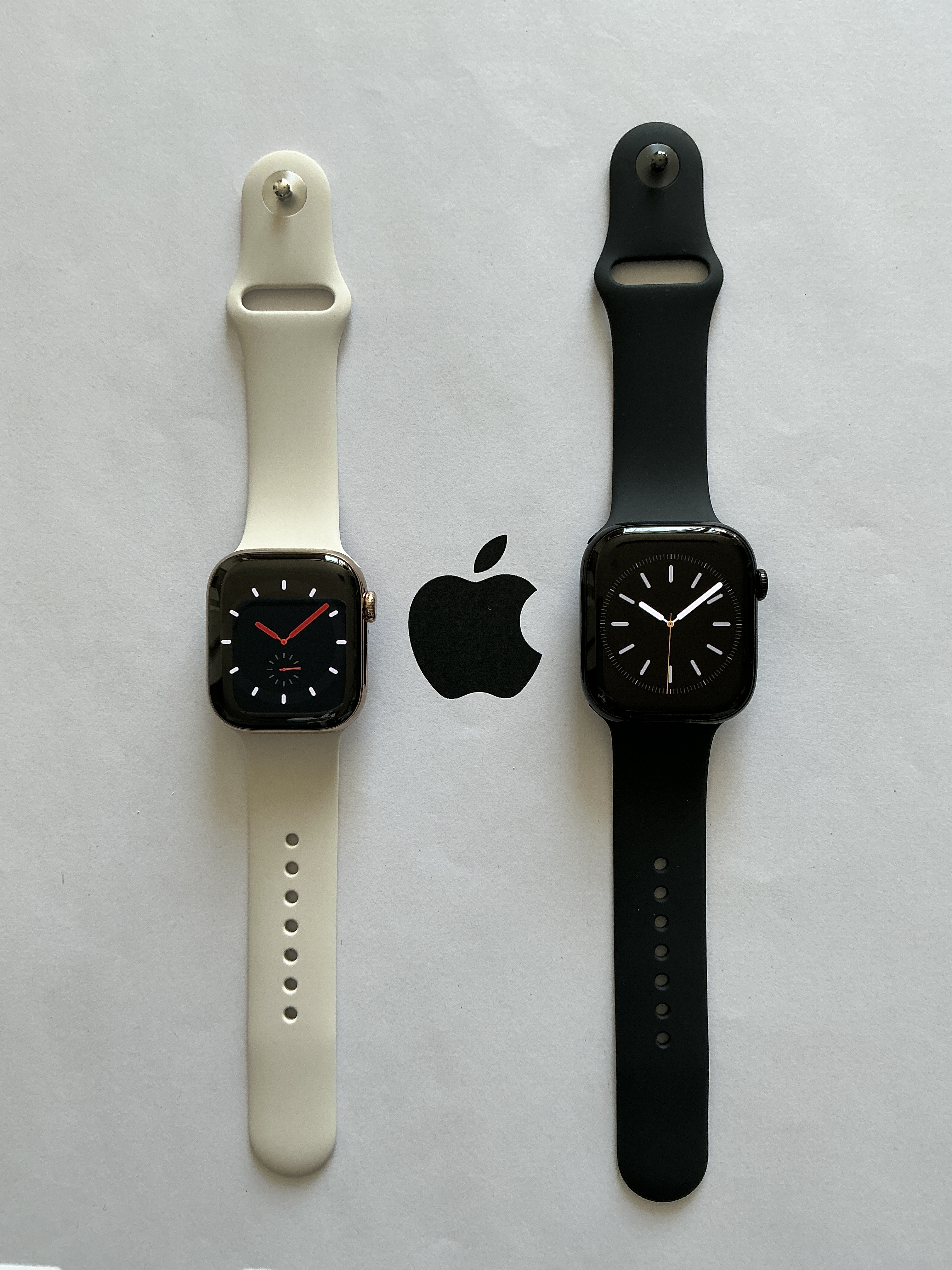
Apple Watch 正面

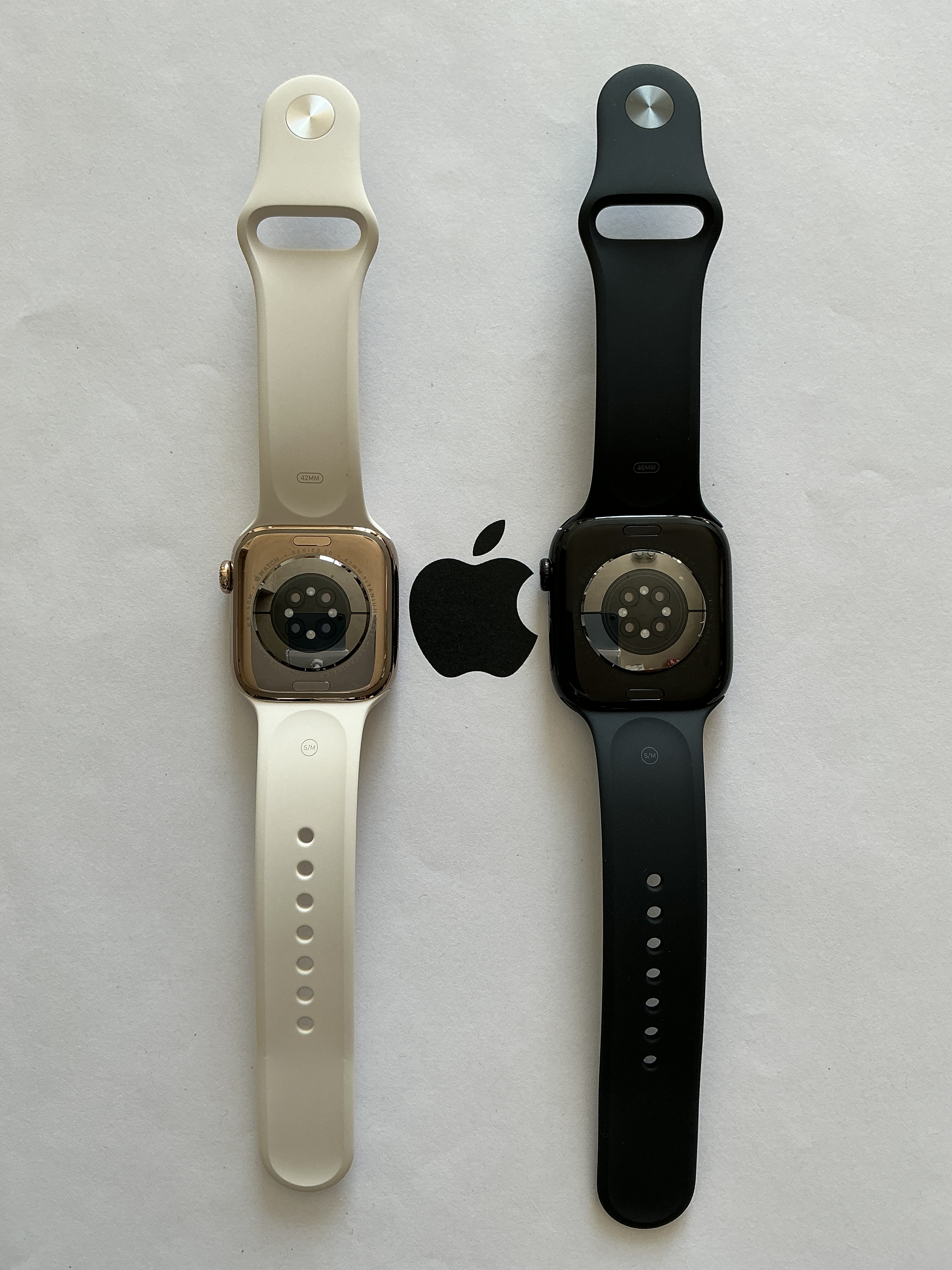
Apple Watch 背面

| 手表      | 发行系统                | 发行日期       | 停产日期      | 最后支持的系统             | 停止支持的日期 | 支持总时长  |
| --------- | ----------------------- | -------------- | ------------- | -------------------------- | -------------- | ----------- |
| 1st       | watchOS 1.0 (iOS 8.2)   | 2015年4月24日  | 2016年9月7日  | watchOS 4.3.2 (iOS 11.4.1) | 2018年9月17日  | 3年4个月    |
| Series 1  | watchOS 3.0 (iOS 10.0)  | 2016年9月12日  | 2018年9月12日 | watchOS 6.3 (iOS 13.7)     | 2020年9月15日  | 4年         |
| Series 2  | watchOS 3.0 (iOS 10.0)  | 2016年9月16日  | 2017年9月12日 | watchOS 6.3 (iOS 13.7)     | 2020年9月15日  | 3年11个月   |
| Series 3  | watchOS 4.0 (iOS 11.0)  | 2017年9月22日  | 2022年9月7日  | watchOS 8.8.1 (iOS 15.6.1) | 2022年9月13日  | 4年11个月   |
| Series 4  | watchOS 5.0 (iOS 12.0)  | 2018年9月21日  | 2019年9月10日 | watchOS 10.0 (iOS 17.0)    | （当前支持）   | 6年9个月 +  |
| Series 5  | watchOS 6.0 (iOS 13.0)  | 2019年9月20日  | 2020年9月15日 | watchOS 10.0 (iOS 17.0)    | （当前支持）   | 5年9个月 +  |
| SE (1st)  | watchOS 7.0 (iOS 14.0)  | 2020年9月18日  | 2022年9月7日  | watchOS 10.0 (iOS 17.0)    | （当前支持）   | 4年9个月 +  |
| Series 6  | watchOS 7.0 (iOS 14.0)  | 2020年9月18日  | 2021年9月14日 | watchOS 10.0 (iOS 17.0)    | （当前支持）   | 4年9个月 +  |
| Series 7  | watchOS 8.0 (iOS 15.0)  | 2021年10月15日 | 2022年9月7日  | watchOS 10.0 (iOS 17.0)    | （当前支持）   | 3年9个月 +  |
| SE (2nd)  | watchOS 9.0 (iOS 16.0)  | 2022年9月16日  | 在产          | watchOS 10.0 (iOS 17.0)    | （当前支持）   | 2年10个月 + |
| Series 8  | watchOS 9.0 (iOS 16.0)  | 2022年9月16日  | 2023年9月12日 | watchOS 10.0 (iOS 17.0)    | （当前支持）   | 2年10个月 + |
| Ultra     | watchOS 9.0 (iOS 16.0)  | 2022年9月23日  | 2023年9月12日 | watchOS 10.0 (iOS 17.0)    | （当前支持）   | 2年9个月 +  |
| Series 9  | watchOS 10.0 (iOS 17.0) | 2023年9月22日  | 在产          | watchOS 10.0 (iOS 17.0)    | （当前支持）   | 1年9个月 +  |
| Ultra 2   | watchOS 10.0 (iOS 17.0) | 2023年9月22日  | 在产          | watchOS 10.0 (iOS 17.0)    | （当前支持）   | 1年9个月 +  |
| Series 10 | watchOS 11.0 (iOS 18.0) | 2024年9月20日  | 在产          | 9个月 +                    |                |             |

## 知识产权纠纷
2019年12月，纽约大学心脏病专家Joseph Wiesel起诉苹果公司，指控Apple Watch侵犯了他的检测心房颤动的专利方法。
2023年10月，美国国际贸易委员会裁定Apple Watch产品侵犯了医疗技术公司Masimo拥有的专利。2023年12月18日起，苹果开始停止在美国境內销售Apple Watch Series 9和Ultra 2。 2023年12月27日，美国联邦巡回上诉法院批准了对进口禁令的暂缓执行，等待上诉结果。 2024年1月12日，Masimo披露ITC已批准对产品进行修改，以去除侵权技术。 自2024年1月18日起，在美国销售的Apple Watch Series 9和Ultra 2型号（零件号以“LW/A”结尾）不再提供血氧监测功能。